# Cakóháza
Cakóháza è un comune di 60 abitanti situato nella contea di Győr-Moson-Sopron, nell'Ungheria nordoccidentale.